# HD 2421
HD 2421 — спектрально-двойная белая звезда главной последовательности, находящаяся в созвездии Андромеда на расстоянии приблизительно 289,58 св. лет от Земли. По состоянию на 2007 год, радиус звезды оценивается в 2,73 солнечного радиуса. Радиальная скорость звезды составляет 2 ± 4,2 км/с. Планет у HD 2421 обнаружено не было. Звезда видима невооружённым глазом на ночном небе.